# Хаори
Хаори (羽織) је традиционални јапански сако који се навлачи преко основног кимона - косоде. Носе га већином мушкарци (мада постоје и женске верзије) и формални је део одеће који се носи током свечаности и важних догађаја. На традиционалној церемонији венчања неизоставни је део одеће младожење.
Хаори се не закопчава али се везује на посебан начин тракама (химо) које спајају два краја одевног предмета. Током Сенгоку периода, самураји су преко оклопа носили хаори без рукава, слично као табард у Европи. Током Едо периода, економски раст је омогућио средњој класи да приушти хаори (до тада резервисан само за богату класу) али пошто је донет закон који брани јавно приказивање богатства (осим у случају касте ратника), настао је дискретнији хаори са једноставијим дизајном обично у једној боји споља , али са декорацијом изнутра. Декорација је или руком сликана или почетком Меиђи периода бива машински штампана.
У својим ракуго извођењима приповедачи (ракугоке) при уласку на сцену носе хаори да би га на самом почетку приче скинули. То раде како би се при публиком из поштовања приказали у најформалнијој одећи, али га скидају јер у приповедању често имитирају најсиромашнији слој који такав одевни предмет није носио.
Хаори на себи може имати грб (мон) који означава породицу или неку другу заједницу.
Један од најпрепознатљивих хаорија у јапанској историји јесте онај који су носили припадници Шинсенгуми једнинице (крај Едо педиода, Бошин рат) који је био плаве боје са белим троугловима на крајевима рукава.